# فوفل بيضاوي
فوفل بيضاوي (الاسم العلمي: Areca oviformis) هو نوع نباتي يتبع جنس الفوفل من فصيلة الفوفلية.